# Chinees handbalteam (vrouwen)
Het Chinees handbalteam is het nationale vrouwenteam dat China vertegenwoordigt tijdens internationale handbalwedstrijden. Het team valt onder de verantwoordelijkheid van de Chinese Handbalfederatie (Chinees: 中国手球协会).

## Resultaten

### Olympische Spelen
| Olympische Spelen | Olympische Spelen   | Olympische Spelen   | Olympische Spelen   | Olympische Spelen   | Olympische Spelen   | Olympische Spelen   | Olympische Spelen   | Olympische Spelen   |
| Jaar (teams)      | Resultaat           | Wed                 | W                   | G                   | V                   | DV                  | DT                  | DS                  |
| ----------------- | ------------------- | ------------------- | ------------------- | ------------------- | ------------------- | ------------------- | ------------------- | ------------------- |
| 1976 (6)          | Niet gekwalificeerd | Niet gekwalificeerd | Niet gekwalificeerd | Niet gekwalificeerd | Niet gekwalificeerd | Niet gekwalificeerd | Niet gekwalificeerd | Niet gekwalificeerd |
| 1980 (6)          | Niet gekwalificeerd | Niet gekwalificeerd | Niet gekwalificeerd | Niet gekwalificeerd | Niet gekwalificeerd | Niet gekwalificeerd | Niet gekwalificeerd | Niet gekwalificeerd |
| 1984 (6)          | 3e                  | 5                   | 2                   | 1                   | 2                   | 112                 | 115                 | –3                  |
| 1988 (8)          | 6e                  | 5                   | 2                   | 0                   | 3                   | 128                 | 106                 | +22                 |
| 1992 (8)          | Niet gekwalificeerd | Niet gekwalificeerd | Niet gekwalificeerd | Niet gekwalificeerd | Niet gekwalificeerd | Niet gekwalificeerd | Niet gekwalificeerd | Niet gekwalificeerd |
| 1996 (8)          | 5e                  | 4                   | 2                   | 0                   | 2                   | 99                  | 109                 | –10                 |
| 2000 (10)         | Niet gekwalificeerd | Niet gekwalificeerd | Niet gekwalificeerd | Niet gekwalificeerd | Niet gekwalificeerd | Niet gekwalificeerd | Niet gekwalificeerd | Niet gekwalificeerd |
| 2004 (10)         | 8e                  | 7                   | 2                   | 0                   | 5                   | 182                 | 177                 | +5                  |
| 2008 (12)         | 6e                  | 8                   | 3                   | 0                   | 5                   | 187                 | 199                 | –12                 |
| 2012 (12)         | Niet gekwalificeerd | Niet gekwalificeerd | Niet gekwalificeerd | Niet gekwalificeerd | Niet gekwalificeerd | Niet gekwalificeerd | Niet gekwalificeerd | Niet gekwalificeerd |
| 2016 (12)         | Niet gekwalificeerd | Niet gekwalificeerd | Niet gekwalificeerd | Niet gekwalificeerd | Niet gekwalificeerd | Niet gekwalificeerd | Niet gekwalificeerd | Niet gekwalificeerd |
| 2020 (12)         | Niet gekwalificeerd | Niet gekwalificeerd | Niet gekwalificeerd | Niet gekwalificeerd | Niet gekwalificeerd | Niet gekwalificeerd | Niet gekwalificeerd | Niet gekwalificeerd |
| Totaal            | 5/12                | 29                  | 11                  | 1                   | 17                  | 708                 | 706                 | –2                  |

 Kampioenen   Runners-up   Derde plaats   Vierde plaats

### Wereldkampioenschap
- 1986 – 9e
- 1990 – 8e
- 1993 – 14e
- 1995 – 13e
- 1997 – 22e
- 1999 – 18e
- 2001 – 11e
- 2003 – 19e
- 2005 – 17e
- 2007 – 21e
- 2009 – 12e
- 2011 – 21e
- 2013 – 18e
- 2015 – 17e
- 2017 – 22e
- 2019 – 23e
- 2021 – 32e

### Aziatische Spelen
- 1990 –  zilveren medaille
- 1994 –  bronzen medaille
- 1998 – 4e
- 2002 –  bronzen medaille
- 2006 – 4e
- 2010 –  gouden medaille
- 2014 – 4e
- 2018 –  zilveren medaille

### Aziatisch kampioenschap
- 1987 –  zilveren medaille
- 1989 –  zilveren medaille
- 1991 –  bronzen medaille
- 1993 –  zilveren medaille
- 1995 –  zilveren medaille
- 1997 –  zilveren medaille
- 1999 –  zilveren medaille
- 2000 – 4e
- 2002 –  bronzen medaille
- 2004 –  zilveren medaille
- 2006 –  zilveren medaille
- 2008 –  zilveren medaille
- 2010 –  bronzen medaille
- 2012 –  zilveren medaille
- 2015 –  bronzen medaille
- 2017 –  bronzen medaille
- 2018 –  bronzen medaille
- 2021 – niet deelgenomen